# Овальные крабы
Овальные крабы (лат. Cancridae) — семейство крабов. 

## Описание
Крабы с овальным панцирем. На лбу имеется несколько зубцов. Первая пара усиков складывается вдоль тела.

## Классификация
Оно состоит из шести существующих в наше время родов, и одиннадцати вымерших родов в двух подсемействах:
Cancrinae Latreille, 1802
- Anatolikos Schweitzer & Feldmann, 2000
- † Anisospinos Schweitzer & Feldmann, 2000
- Cancer Linnaeus, 1758
- † Ceronnectes De Angeli & Beschin, 1998
- † Cyclocancer Beurlen, 1958
- Glebocarcinus Nations, 1975
- Metacarcinus A. Milne-Edwards, 1862
- † Microdium Reuss, 1867
- † Notocarcinus Schweitzer & Feldmann, 2000
- Platepistoma Rathbun, 1906
- Romaleon Gistel, 1848
- † Santeecarcinus Blow & Manning, 1996
- † Sarahcarcinus Blow & Manning, 1996

† Lobocarcininae Beurlen, 1930
- † Lobocarcinus Reuss, 1857
- † Miocyclus Müller, 1978
- † Tasadia Müller in Janssen & Müller, 1984

До 2000 года все ныне живущие виды помещались в род Cancer. После анализа нового ископаемого материала подроды были возведены в ранг родов и были установлены три новых рода. Большая часть современных представителей семейства встречается в умеренных водах Северного полушария.